# Arsita
Arsita és una ciutat medieval i comune dins Província de Teramo dins de la regió d'oriental d'Abruço (Itàlia). Va ser anomenat Bacucco fins a 1905. Està localitzat s localitzat dins del Parc nacional del Gran Sasso i Montes de la Laga.

## Geografia
Arsita és un capital comunal en la Província de Teramo dins de la Regió d'Itàlia d'Abruço. Arsita és localitzat a una elevació de 470 m i està a 36 quilòmetres de Teramo.
En el principi del segle xix les aigües des d'una molla en aquesta àrea va ser dita per tenir guarir-se poders.

## Esdeveniments
Cada any damunt el 17è de gener, els residents d'Arsita, en col·laboració amb les ciutats de Cermignano, Tossicia, i Bisenti celebra el Festí d'Antonio Sant Abate. Un altre festival presenta el townsfolk va empolainar en els vestits que representen els dotze mesos de l'any.

## Demografia
| Gràfica d'evolució de Arsita entre 1861 i 2001 |
|                                                |

| 1991  | 1992  | 1993  | 1994  | 1995  | 1996  | 1997  | 1998  | 1999 | 2000 | 2001 | 2002 | 2003 | 2004 | 2005 | 2006 | 2007 | 2008 | 2009 | 2010 | 2011 | 2012 | 2013 | 2014 | 2015 | 2017 | 2018 | 2019 | 1r gener 2023 |
| 1.061 | 1.063 | 1.063 | 1.063 | 1.034 | 1.021 | 1.015 | 1.001 | 992  | 990  | 969  | 962  | 969  | 946  | 957  | 945  | 917  | 907  | 897  | 885  | 871  | 872  | 854  | 836  | 831  | 818  | 812  | 801  | 733           |